# Tranquillo d'Orléans
François Aignan, meglio noto come Tranquillo d'Orléans (1644 – 1709), è stato un religioso francese, inventore del balsamo Tranquillo.
Cappuccino, gestì con un altro frate, Henri de Montbaxon, una farmacia al Louvre, acquistando notorietà per il suo balsamo Tranquillo e per altri medicinali.
Negli ultimi anni divenne benedettino.